# Jon Koncak
Jon Koncak, född 17 maj 1963 i Cedar Rapids, Iowa, är en amerikansk idrottare som tog OS-guld i basket 1984 i Los Angeles. Detta var USA:s åttonde guld i herrbasket i olympiska sommarspelen. Han spelade bland annat för Atlanta Hawks och Orlando Magic.